# 知覧町郡
知覧町郡（ちらんちょうこおり）は、鹿児島県南九州市の大字。旧薩摩国給黎郡知覧郷郡村、給黎郡知覧村大字郡、川辺郡知覧町大字郡。郵便番号は897-0302。2020年10月1日時点での人口は5,154人、世帯数は2,474世帯。

## 地理
知覧町郡は南九州市の東部から中心部にかけて、知覧地域の北東部に位置する。北は知覧町厚地や川辺町野崎と、東は鹿児島市喜入瀬々串町と、西は川辺町宮や川辺町小野と、南は知覧町永里や知覧町瀬世と接する。東部の手蓑地区は山林が多く、西部の知覧地区の平地に人口が密集している。旧知覧町の大字郡と地理的に同義であり、川辺郡知覧町の周辺自治体との合併に伴う南九州市の発足により、郡は知覧町郡へと改称された。

### 河川
- 麓川

### 小字
域内の小字は以下の通りである。
後岳下、後岳南、後岳北、打越、打出口、池之河内、河上（こかん）、桑代、小田代、上郡上、上郡中、上郡町、楠元、木床（こどこ）、 下郡南、下郡北、城馬場（じょんばば）、新町、手蓑、中郡町、中郡南、中郡北、水垂（みつたい）、本町

## 施設

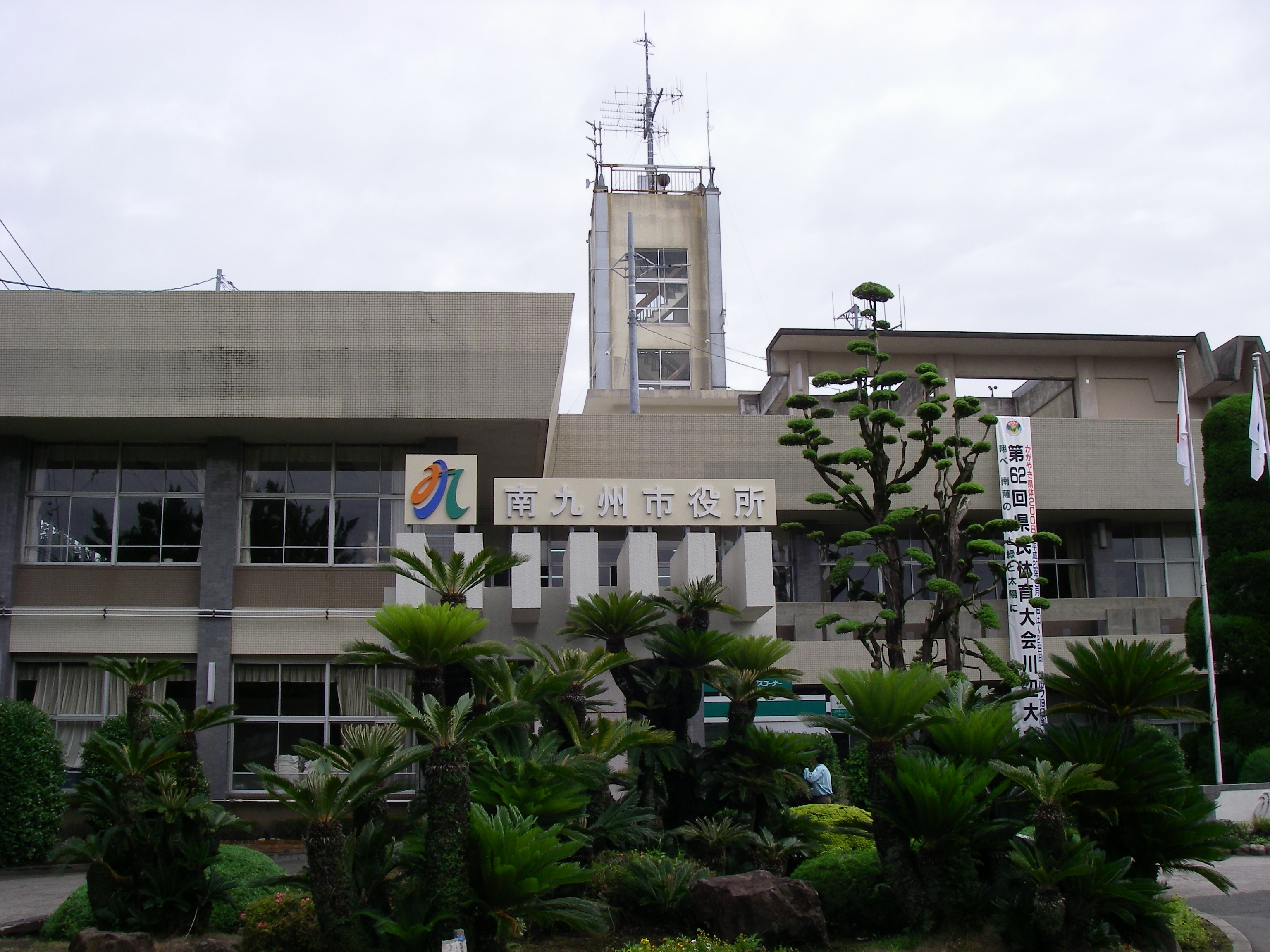
南九州市役所

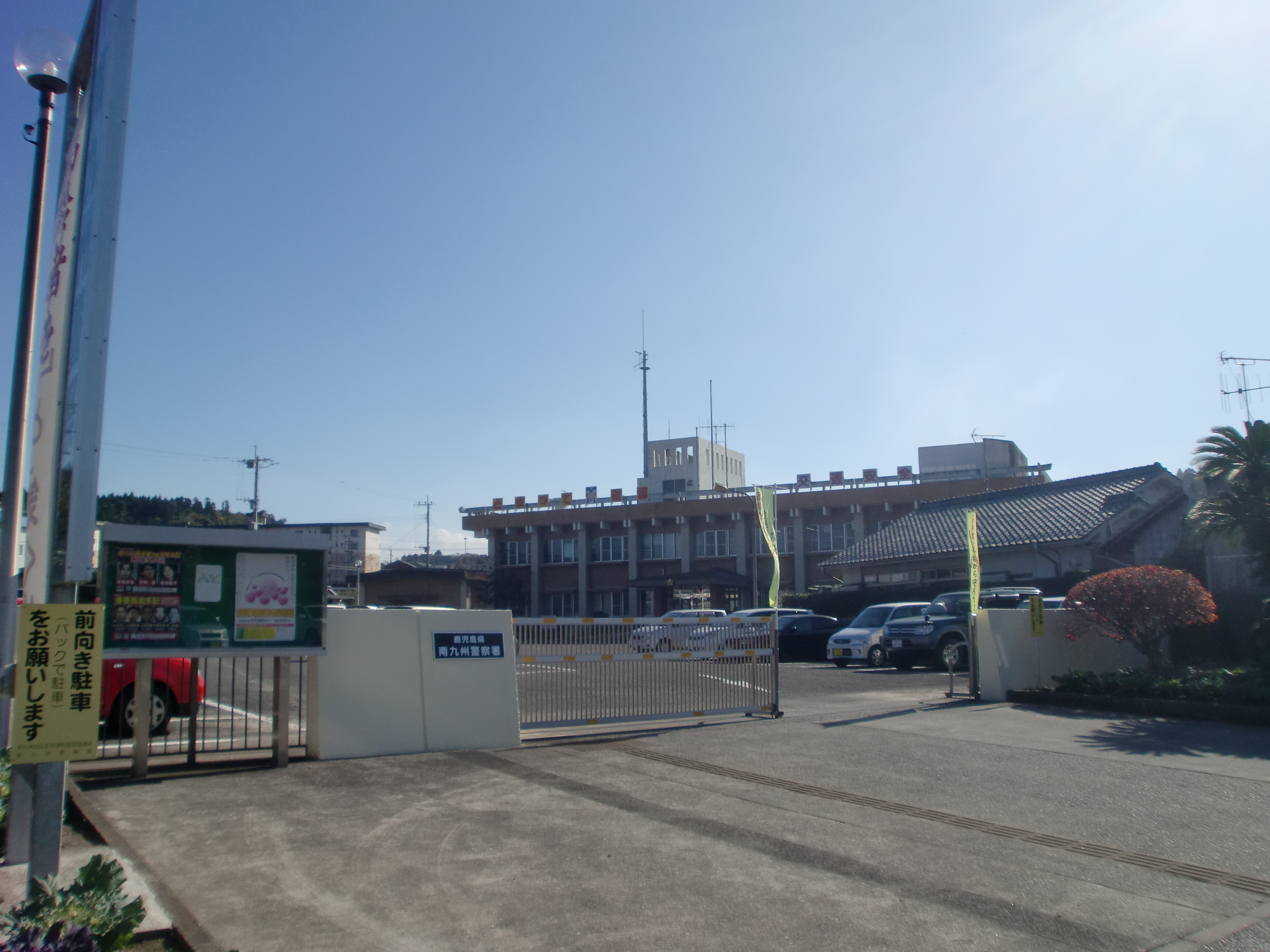
南九州警察署

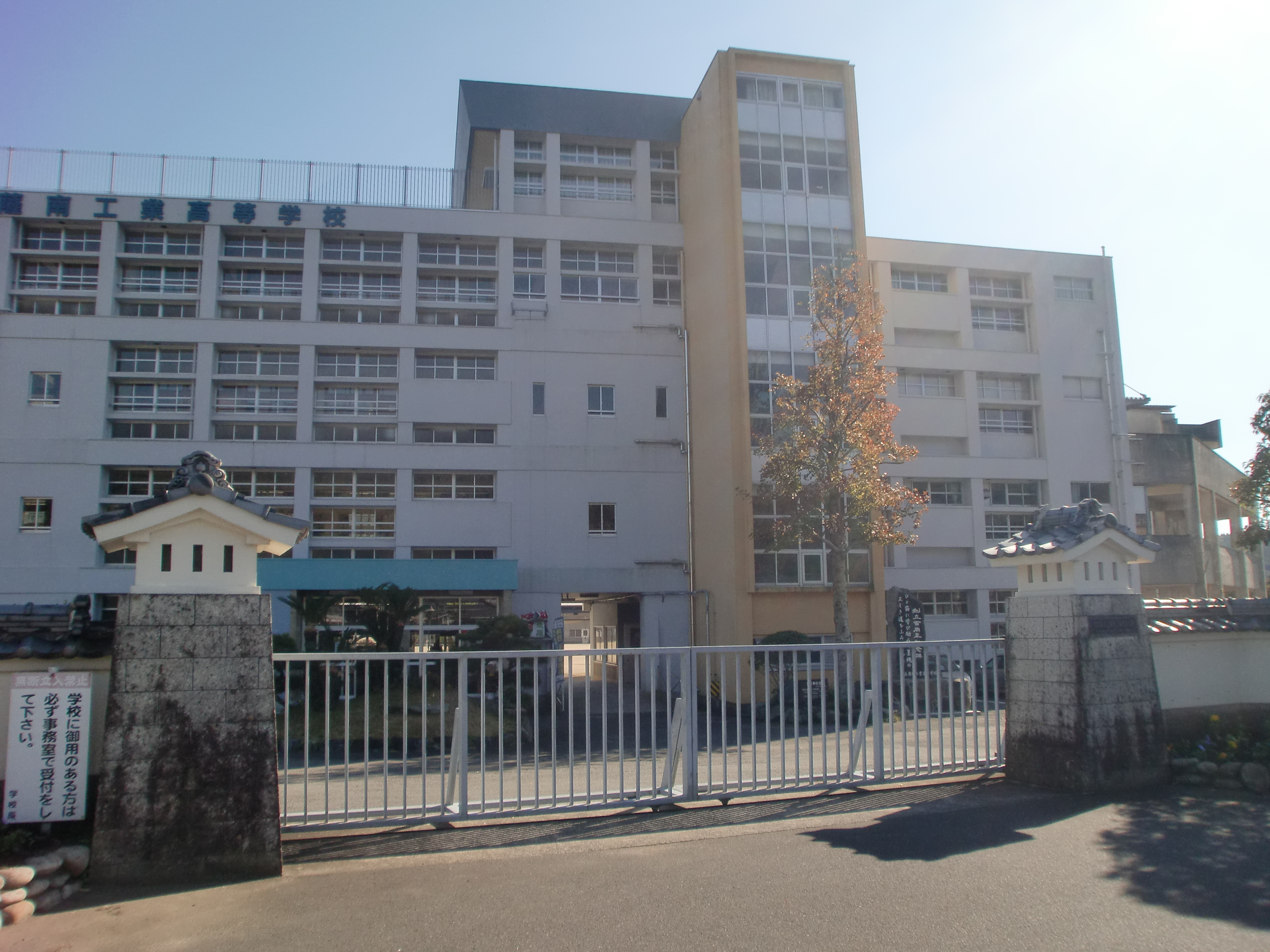
鹿児島県立薩南工業高等学校

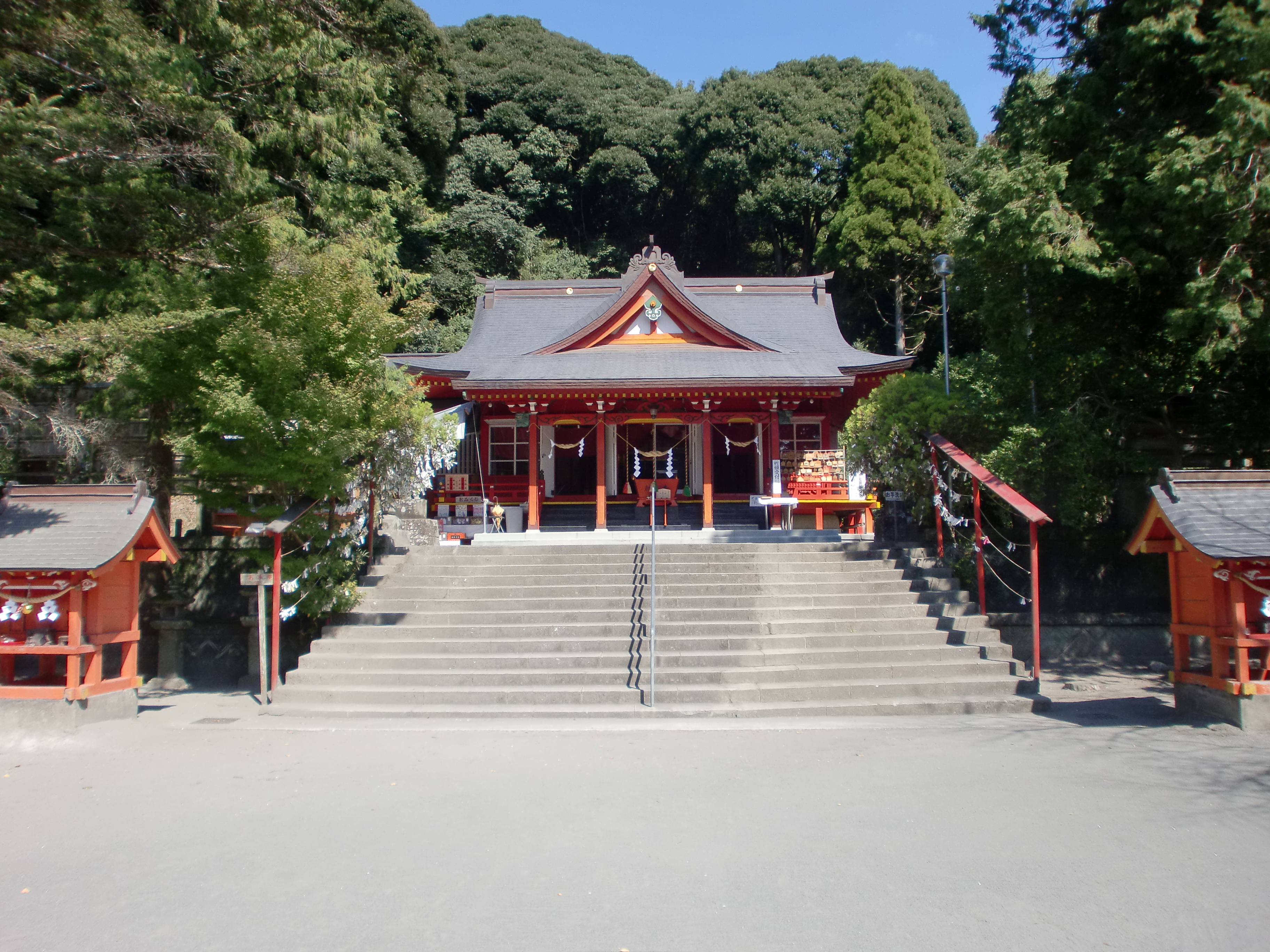
豊玉姫神社

### 公共
- 南九州市役所[10]
- 知覧特攻平和会館 [1][11]
- 鹿児島地方法務局知覧支所[1]
- 熊本国税局知覧税務署[1]
- 鹿児島地方裁判所知覧支部[1]
- 鹿児島家庭裁判所知覧支部[1]
- 知覧簡易裁判所[1]
- 鹿児島地方検察庁知覧支部[1]
- 自衛隊鹿児島地方協力本部知覧分駐所
- 鹿児島県警察南九州警察署[12]
- 指宿南九州消防組合南九州消防署[13]
- 南九州市知覧ごみステーション[1]
- 知覧中央浄化センター[1]
- 鹿児島県南薩家畜保健衛生所[1]
- 南九州市立学校給食センター[14]
- 南九州知覧保健センター[1][15]
- 南九州市知覧老人福祉センター[1]
- 南九州市社会福祉協議会本所[1]
- 南九州市立知覧図書館[1]
- コミュニティセンター知覧文化会館[1]
- 知覧地区公民館[1]
- 手蓑地区公民館[1]
- ミュージアム知覧[1]

### 教育
- 鹿児島県立薩南工業高等学校[16]
- 南九州市立知覧小学校[17]

### 郵便局
- 知覧郵便局[18]
- 中松簡易郵便局[19]
- 手蓑簡易郵便局[20]

### その他
- 知覧観光案内所[1]
- ちらん夢郷館[1]
- 知覧武家屋敷[1]
- JA南さつま本所[21]
- 知覧テニスの森公園[1]
- 知覧平和公園[1]
- 豊玉姫神社[1]

## 交通

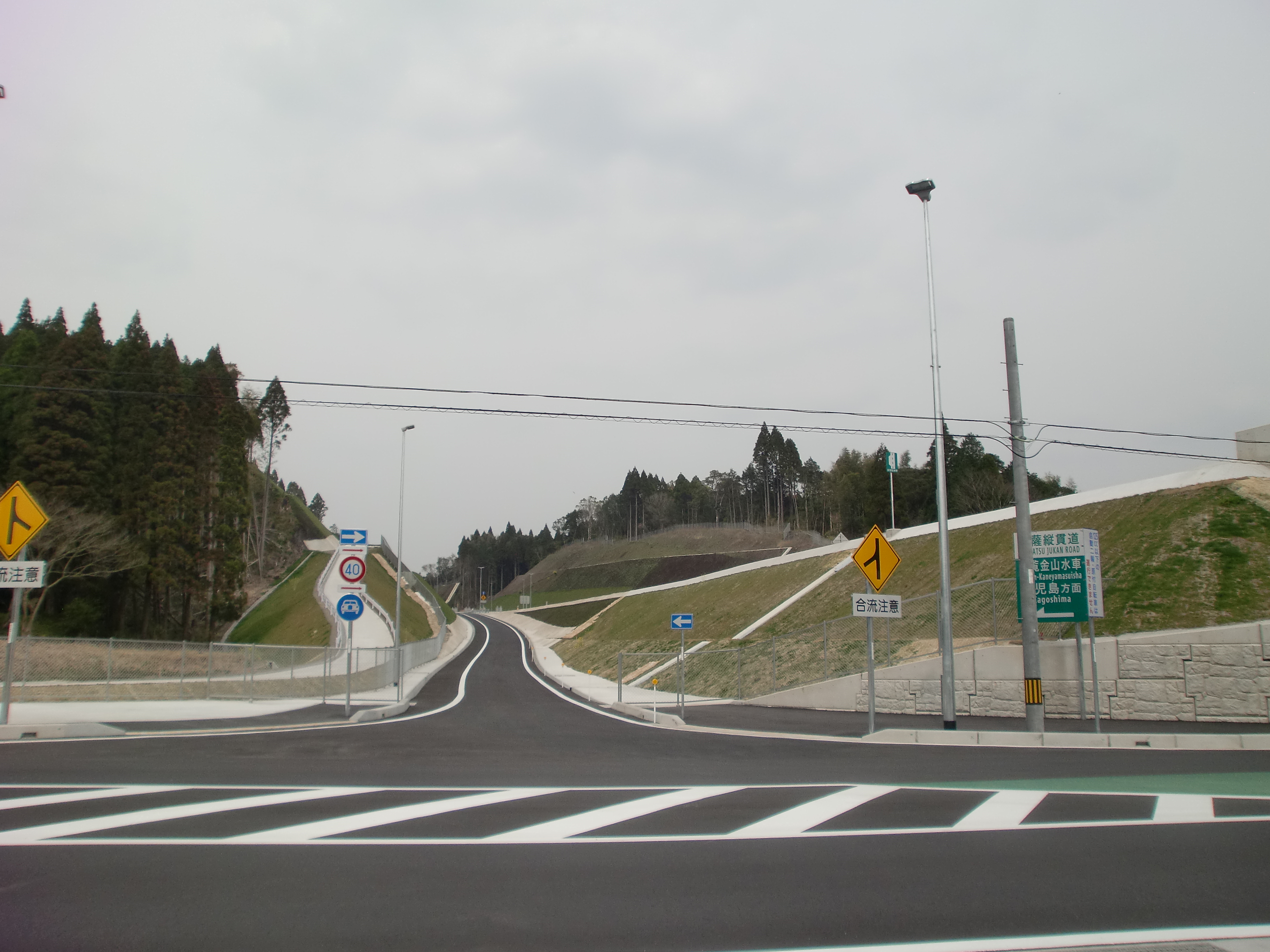
知覧金山水車インターチェンジ

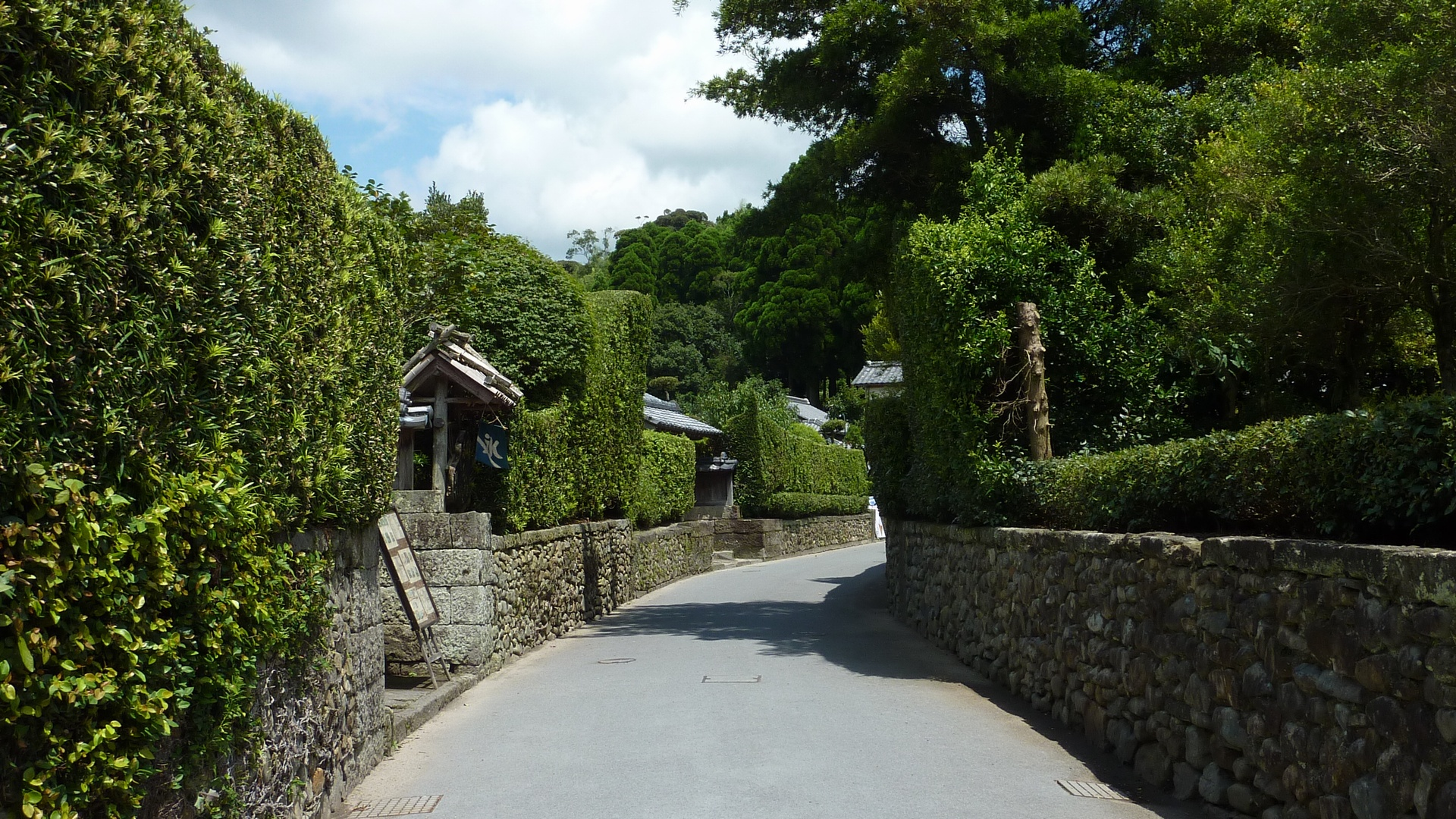
武家屋敷通り

### 鉄道
域内に鉄道駅はない。最寄駅は瀬々串駅（JR指宿枕崎線）や喜入駅（JR指宿枕崎線）などが挙げられる。かつては鹿児島交通知覧線の知覧駅が所在していた。

### 道路・インターチェンジ
- 鹿児島県道17号指宿鹿児島インター線
  - 指宿スカイライン
    - 知覧IC
- 鹿児島県道23号谷山知覧線
- 鹿児島県道27号頴娃川辺線
- 鹿児島県道232号知覧喜入線
- 南薩縦貫道
  - 知覧金山水車IC - 南九州知覧IC

### バス
- 鹿児島交通
  - 知覧-金生町[22][23]
  - 加世田-知覧[22]
  - 指宿いわさきホテル-武家屋敷入口[22][23]
  - 知覧-頴娃[22]
  - 知覧-枕崎[22][23]
  - 加世田-川畑-知覧[22]
- ひまわりバス
  - 番所鼻公園・知覧線[22][23]
  - 知覧1[23]
  - 知覧2[23]
  - 知覧3[23]
  - 知覧4[23]
  - 知覧5[22][23]
  - 知覧7[22][23]
  - 知覧8[22][23]
  - 知覧9[22][23]

## 統計

### 人口
2020年10月1日時点では、手蓑地区の人口は421人、世帯数は269世帯で、知覧地区の人口は4,733人、世帯数は2,205世帯である。

## 文化財
知覧町郡内の文化財は以下の通りである。
| 名称                               | 指定   | 区分           | 指定年月日     |
| ---------------------------------- | ------ | -------------- | -------------- |
| 知覧麓庭園                         | 国指定 | 記念財         | 1981年2月23日  |
| 薩摩の水からくり                   | 国選択 | 無形民俗文化財 | 1984年12月20日 |
| 旧陸軍知覧飛行場                   | 国登録 | 有形文化財     | 2007年7月31日  |
| 森重堅氏住宅オモテ 附 蔵           | 県指定 | 有形文化財     | 2008年4月22日  |
| 佐多直忠氏住宅 附 腕木門 目隠し    | 県指定 | 有形文化財     | 2008年4月22日  |
| 知覧の水車からくり                 | 県指定 | 有形民俗文化財 | 1983年4月13日  |
| 金山水車跡                         | 県指定 | 記念物         | 2017年4月21日  |
| 矢櫃橋                             | 県指定 | 有形文化財     | 1978年6月13日  |
| 知覧型二ツ家民家                   | 県指定 | 有形文化財     | 1982年1月18日  |
| 永正の板碑                         | 市指定 | 有形文化財     | 1976年12月20日 |
| 御佛像（御影像）                   | 市指定 | 有形文化財     | 1978年5月11日  |
| 媽祖の画像                         | 市指定 | 有形文化財     | 2007年8月6日   |
| 門之浦伝来絵幕                     | 市指定 | 有形文化財     | 2014年2月17日  |
| 火熖形剣                           | 市指定 | 有形文化財     | 1976年11月5日  |
| 薬師如来像                         | 市指定 | 有形文化財     | 1976年11年5日  |
| 神楽面                             | 市指定 | 有形文化財     | 1976年11月5日  |
| 掛け面                             | 市指定 | 有形文化財     | 1976年11月5日  |
| 仁王像・仏像                       | 市指定 | 有形文化財     | 1978年3月10日  |
| 御神座藏                           | 市指定 | 有形文化財     | 1978年5月11日  |
| 唐獅子                             | 市指定 | 有形文化財     | 1978年5月11日  |
| 御佛像（木像）                     | 市指定 | 有形文化財     | 1978年5月11日  |
| 親壺・瓶子                         | 市指定 | 有形文化財     | 1978年5月11日  |
| 擬宝珠                             | 市指定 | 有形文化財     | 1978年5月11日  |
| 島津久邦扁額                       | 市指定 | 有形文化財     | 1978年5月11日  |
| 島津久福扁額                       | 市指定 | 有形文化財     | 1978年5月11日  |
| 島津久徴扁額                       | 市指定 | 有形文化財     | 1978年5月11日  |
| 稲葉昌丸扁額                       | 市指定 | 有形文化財     | 1978年5月11日  |
| 島津久典掛軸                       | 市指定 | 有形文化財     | 1984年11月21日 |
| 折田兼至掛軸                       | 市指定 | 有形文化財     | 1984年11月21日 |
| 宮原直二掛軸                       | 市指定 | 有形文化財     | 1984年11月21日 |
| 知覧文庫図書                       | 市指定 | 有形文化財     | 1978年5月11日  |
| 的場家文書                         | 市指定 | 有形文化財     | 2000年9月19日  |
| 有馬家の戊辰戦争資料               | 市指定 | 有形文化財     | 2000年9月19日  |
| 永崎仲兵衛の戊辰戦役従軍日記       | 市指定 | 有形文化財     | 2000年9月19日  |
| 達山直内の戊辰戦争資料             | 市指定 | 有形文化財     | 2000年9月19日  |
| 川邊知覧郷境論所絵図               | 市指定 | 有形文化財     | 2006年6月30日  |
| 知覧領主関係文書                   | 市指定 | 有形文化財     | 2007年4月16日  |
| 御佛像（御本像・御絵像）           | 市指定 | 有形文化財     | 1978年5月11日  |
| 秘仏の柱                           | 市指定 | 有形文化財     | 1984年11月21日 |
| 細布講                             | 市指定 | 有形文化財     | 1986年7月28日  |
| 陸軍四式戦闘機「疾風」（1446号機） | 市指定 | 有形文化財     | 2020年11月17日 |
| 城ヶ崎板碑                         | 市指定 | 有形文化財     | 1992年12月24日 |
| 的場氏隠れ念仏資料                 | 市指定 | 有形文化財     | 2003年7月15日  |
| 知覧島津家郷外所領絵図             | 市指定 | 有形文化財     | 2007年4月16日  |
| 治安裁判所設置嘆願関係文書         | 市指定 | 有形文化財     | 2007年4月16日  |
| 知覧特攻戦没者の手記               | 市指定 | 有形文化財     | 2015年7月21日  |
| なでしこ隊「特攻日記」             | 市指定 | 有形文化財     | 2015年7月21日  |
| 宝光院の薩摩塔                     | 市指定 | 有形民俗文化財 | 1958年6月6日   |
| 石敢当                             | 市指定 | 有形民俗文化財 | 1978年5月11日  |
| 川辺焼花瓶                         | 市指定 | 有形民俗文化財 | 1983年3月29日  |
| 川辺名勝誌                         | 市指定 | 有形民俗文化財 | 1983年3月29日  |
| 川辺大境并内縄引張                 | 市指定 | 有形民俗文化財 | 1983年3月29日  |
| 川辺郷藩政時代の地図               | 市指定 | 有形民俗文化財 | 1983年3月29日  |
| 大鋸                               | 市指定 | 有形民俗文化財 | 2006年6月30日  |
| 中村稲荷神社の絵馬                 | 市指定 | 有形民俗文化財 | 2016年2月17日  |
| 豊玉姫神社神舞                     | 市指定 | 有形民俗文化財 | 1984年11月21日 |
| 亀甲城                             | 市指定 | 記念物         | 1978年2月13日  |
| 持法院墓地                         | 市指定 | 記念物         | 1978年2月13日  |
| 島津墓地                           | 市指定 | 記念物         | 1978年2月13日  |
| 旧知覧飛行場給水塔                 | 市指定 | 記念物         | 1978年5月11日  |
| 旧知覧飛行場油脂庫                 | 市指定 | 記念物         | 2017年2年17日  |